# Polarstern (Dekabristenalmanach)

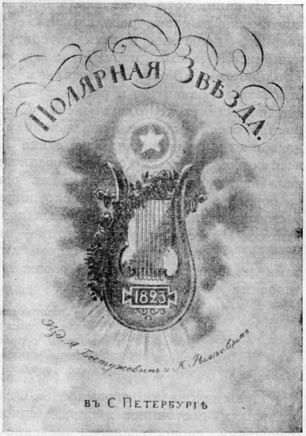
Titelseite des Polarsterns (1823)

Polarstern bzw. Poljarnaja swesda (russisch Полярная звезда, wiss. Transliteration Poljarnaja zvezda) ist der deutsche Name für den literarischen Almanach in russischer Sprache, der in St. Petersburg von 1823 bis 1825 erschien. Der Dekabristen-Almanach wurde von Alexander Bestuschew und Kondrati Rylejew.
herausgegeben. 

## Geschichte
Der letzte Almanach, Swjosdotschka (russisch Звёздочка, wiss. Transliteration Zvëzdočka) für 1826, wurde nur teilweise gedruckt und war nicht im Handel erhältlich.
An Alexander Bestujew schrieb Alexander Puschkin (21. Juni 1822):
„Ich sende ihnen meine Bessarabienträume, und ich hoffe, sie werden Ihnen zusagen. Grüßen Sie meine alten Freundin, die Zensur, von mir. Für die Veröffentlichung meines Gedichtes An Ovid sehe ich Schwierigkeiten voraus … Man kann die kleine Alte (die Zensur) jedoch hintergehen, sie ist nämlich sehr dumm.“
Henri Troyat ergänzt dazu: 

„Um die kleine Alte hinters Licht zu führen, mußte man An Ovid ohne Verfassernamen drucken, am Fuße des Gedichtes befanden sich lediglich zwei Sternchen. Erst im Januar 1823 bekam Puschkin den Polarstern, in dem sein Gedicht durch Bestujews Bemühungen aufgenommen worden war. Zeitungen reisten nur langsam durch die Steppen Rußlands. Und erst die Honorare! Die zivilisierte Welt war weit entfernt von der Wüstenei Bessarabiens. So weit, und man mußte doch leben, leiden und schreien für jene andere Welt!“

Puschkins Poem Die Zigeuner war ebenfalls für den Polarstern vorgesehen.
Der später von Alexander Herzen und Nikolai Ogarjow in London (1855–1862) und Genf (1868) herausgegebene gleichnamige Almanach hatte von diesem Dekabristenalmanach seinen Namen erhalten.